# Vida Akoto-Bamfo
Vida Akoto-Bamfo (Región Gran Acra, 7 de febrero de 1949) es una jueza retirada de la Corte Suprema de Ghana. Fue jueza de la Corte Suprema desde 2009 hasta 2019.

## Biografía
Akoto-Bamfo nació el 7 de febrero de 1949 de Alfred Kingsley Bannerman-Williams y Grace Darkua Dodoo en Pokuase, en la región de Gran Acra de Ghana. Fue al colegio en la Accra Royal School en James Town (Acra británica). En 1963, fue admitida escuela secundaria femenina de Mfantsiman, donde obtuvo su certificado de nivel 'O'. Continuó su formación en Aburi Girls 'Senior High School de 1967 a 1969. Estudió derecho en la Facultad de Derecho de la Universidad de Ghana entre 1972 y 1975.
Vida Akoto-Bamfo estaba casada con el difunto Eugene Akoto-Bamfo. Se identifica como metodista pero con afinidades en la Iglesia de la Policía.

## Carrera profesional
Antes de unirse a la judicatura en 1981, Akoto-Bamfo trabajó en la Oficina del Fiscal General como personal del Servicio Nacional.
Posteriormente se incorporó a British Indian Insurance Company en Acra, y a la ahora desaparecida Zenith Assurance como gerente a cargo de reclamaciones de 1976 a 1981. Allí, ella era responsable de resolver las reclamaciones de seguros. 
Se convirtió en Magistrada de Distrito en 1981. Su primer destino fue el Tribunal de Magistrados de New Town. Más tarde fue trasladada a Cocoa Affairs, donde trabajó hasta 1986, con un breve periodo intermedio en que actuó como jueza del Tribunal de Circuito estacionada en Tema. En 1991 fue ascendida al Tribunal Superior, donde estuvo durante dos años como Presidenta de la Comisión de Bienes. Fue nombrada magistrada del Tribunal de Apelaciones en 1999 y continuó en este cargo hasta que John Evans Atta Mills la nombró magistrada de la Corte Suprema de Ghana en 2009. Se jubiló en febrero de 2019.  
Fue nombrada junto con Nasiru Sulemana Gbadegbe y Benjamin Teiko Aryeetey (ahora jubilado). Se unió a los jueces Stephen Alan Brobbey, Georgina Theodora Wood (entonces presidenta del Tribunal Supremo) y Samuel K. Date-Bah, todos jubilados.